# 福井県総合グリーンセンター
福井県総合グリーンセンターは福井県坂井市丸岡町にある公園および緑に関する総合施設である。

## 概要

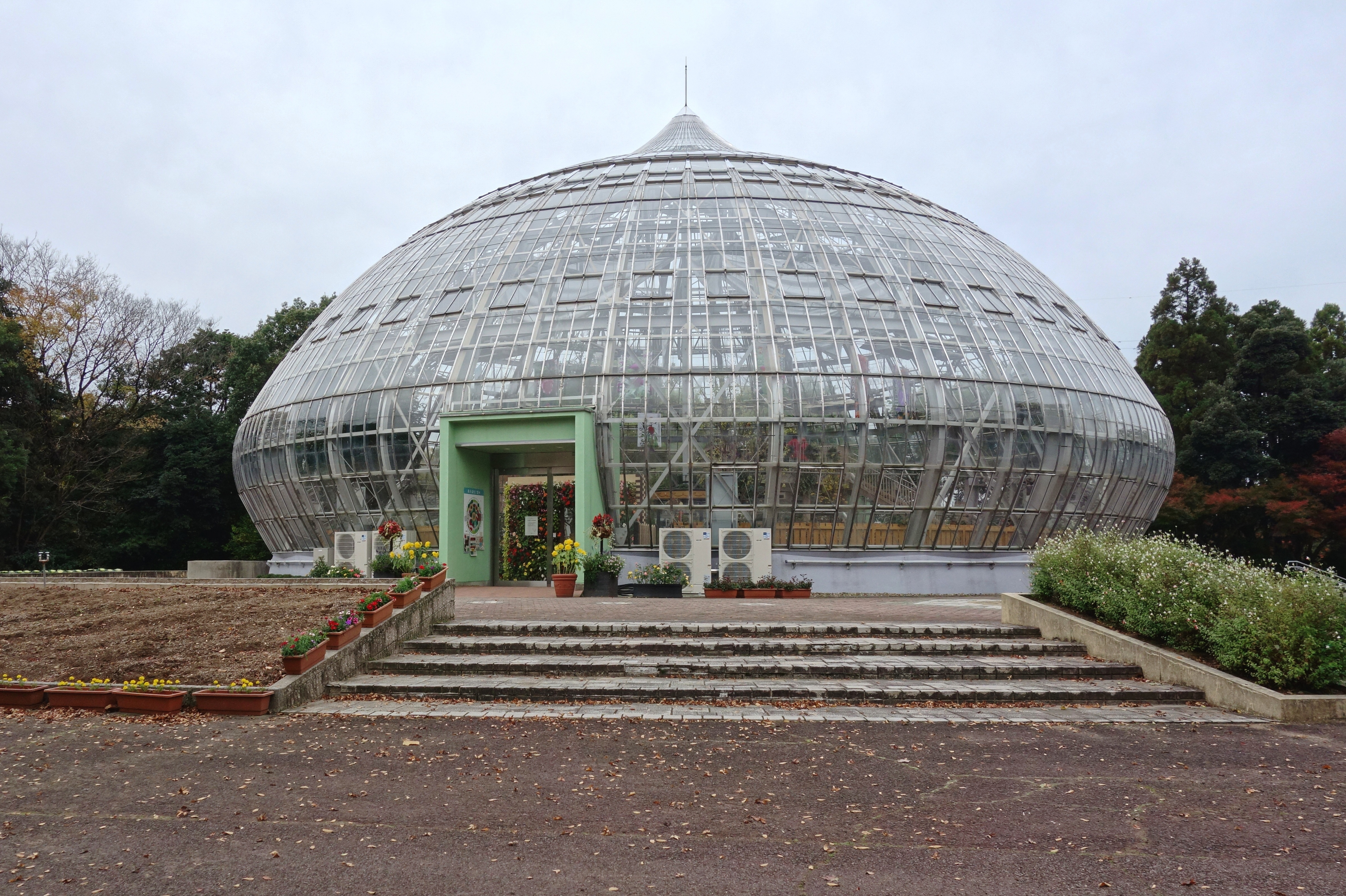
温室

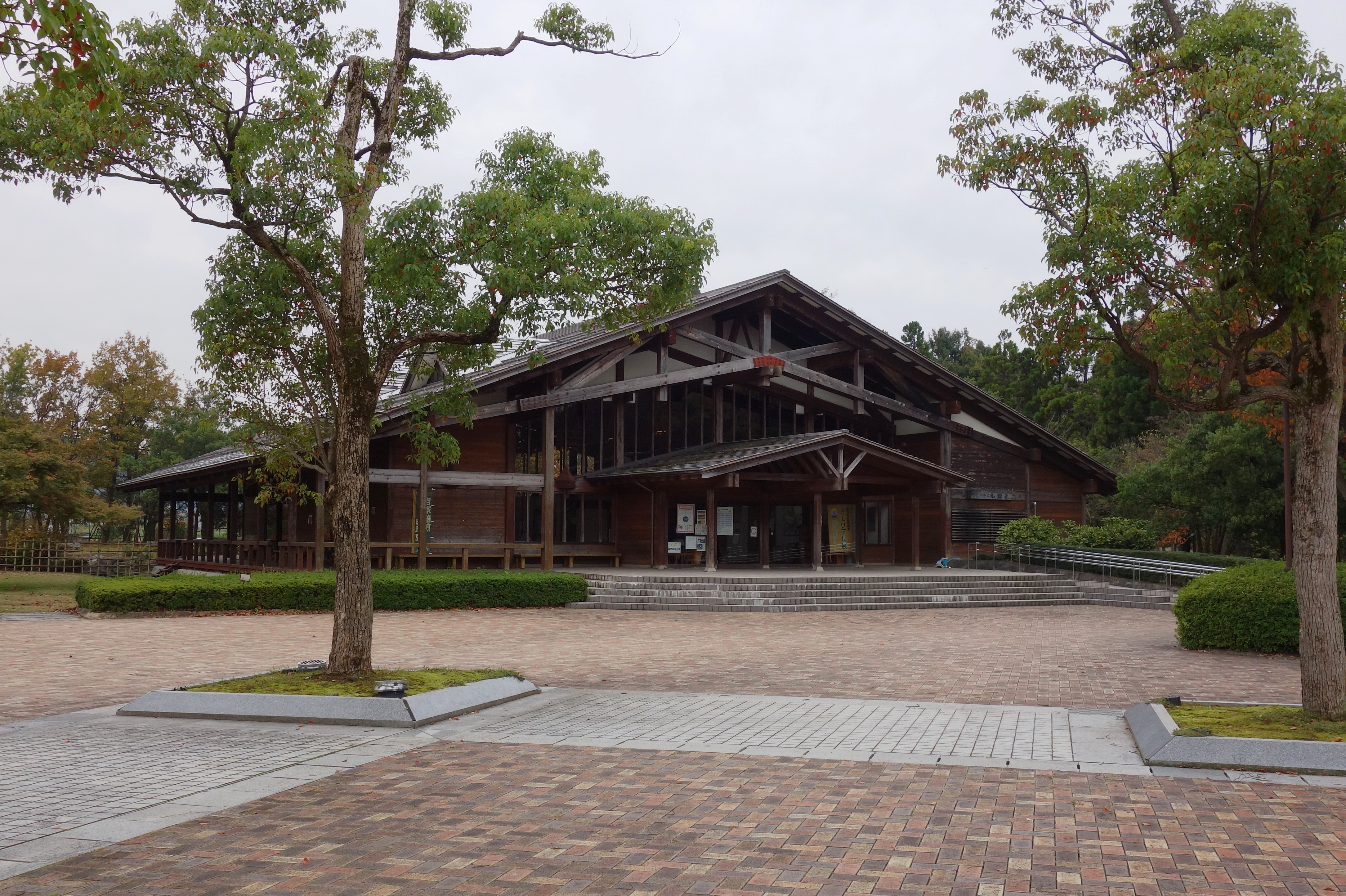
ウッドハウス九頭竜

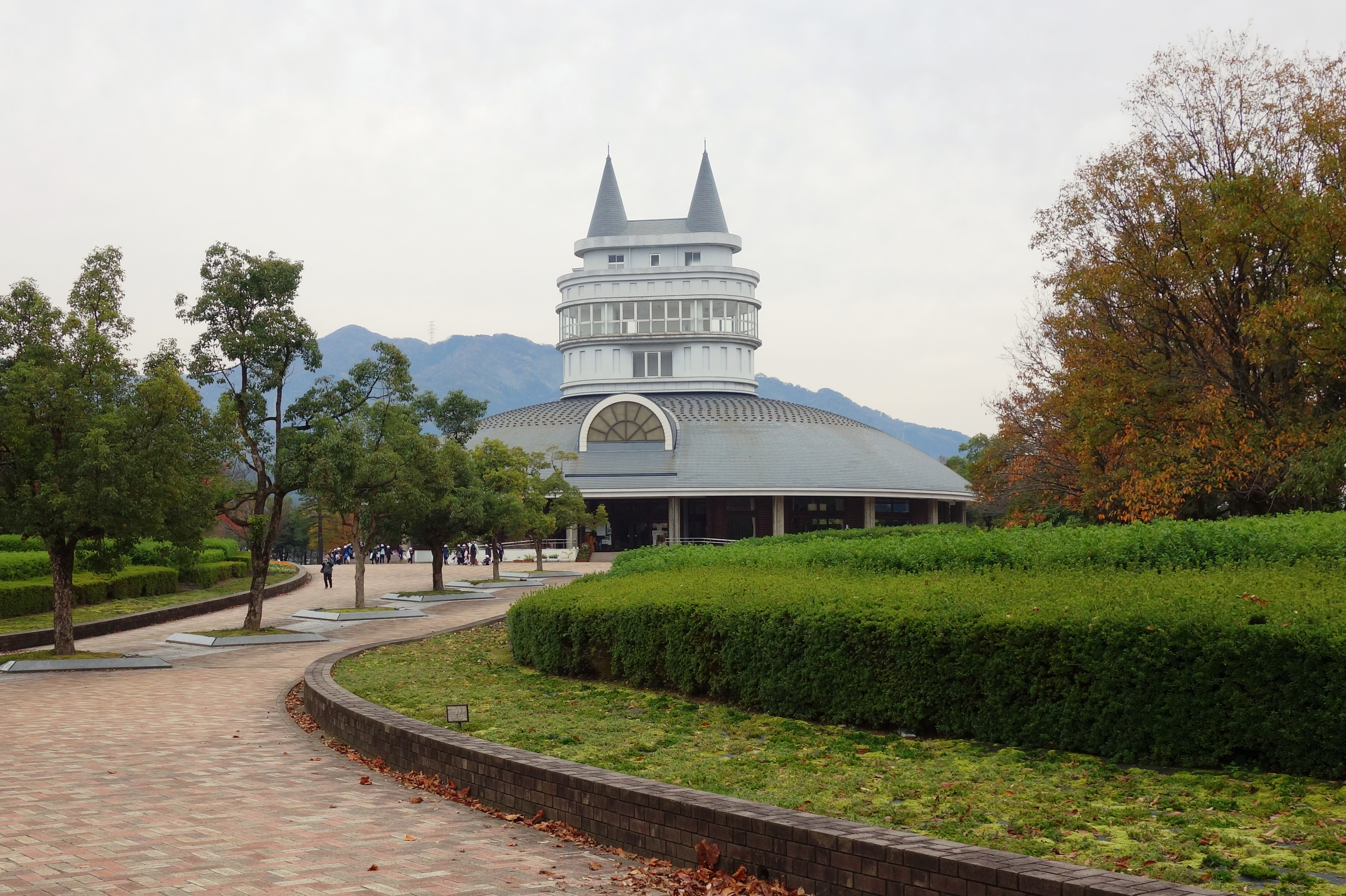
ウッドリームフクイ

都市緑化植物園とグリーンパークから構成されている。都市緑化植物園には、展示林として、外国樹種、薬用・香木樹種、郷土樹木等の約1,000種類、約50,000本が植栽されており、熱帯植物や季節の草花が展示されている温室（通称「たまねぎハウス」）、緑の相談室、噴水、芝生広場、盆栽展示、林業試験研究室などの施設がある。
グリーンパークには、福井県の森林を紹介する展示室や展望台があるウッドリームフクイ、北前船やからくり時計が展示されているウッドハウス九頭龍、水上ステージと芝生のふれあい広場、ミニボート池、バーベキュー広場、遊具コーナーなどがある。
遊具コーナーには大型滑り台やブランコ、ターザンロープなど多数の遊具が設置されている。

## 沿革
- 1975年に「グリーン県政」の一環として建設が開始された。
- 1978年に福井市脇三ケ町から林業試験場が移設され、1980年に林業試験場、緑化センター、フラワーセンターからなる総合グリーンセンターとして発足。同年10月に催された『第4回全国育樹祭』には皇太子夫妻も出席した。[1]

- 1989年にはグリーンパークの整備が始まり、1990年にウッドハウス九頭竜、1992年にウッドリームフクイが完成。グリーンパークは1992年に開園した。[1]